# Род человеческий (выставка)
«Род человеческий» (англ. The Family of Man) — выставка фотографий, впервые показанная в 1955 году в Нью-Йоркском музее современного искусства. Куратор проекта — Эдвард Стайхен. Одна из наиболее значимых выставок в истории фотографии, до настоящего времени открыта для посещения (в люксембургском замке Клерво).

## Общая характеристика
На выставке было представлено 503 отпечатка из 68 стран, которые представляли 273 фотографа. Снимки были отобраны из почти двух миллионов работ как знаменитых, так и неизвестных ранее фотографов. Снимки отображают самые знаменательные моменты человеческой жизни, как радостные (рождение, любовь, детство), так и трагичные (война, смерть, болезни, лишения). Целью Стайхена было продемонстрировать универсальный характер человеческого опыта и роли фотографии в его документации. В снимках, представленных на выставке, акцент был сделан на общности, которая связывает людей и культуры по всему миру, а сама экспозиция стала символом гуманизма в первое десятилетие после Второй мировой войны.

## Критика и переиздания
Выставка вызвала критику со стороны Роланда Барта, но была позитивно оценена Сьюзен Зонтаг в эссе «О фотографии». Зонтаг рассматривала проект Стейхена как положительный противовес фотографическим работам Дианы Арбус, которые вызвали её критику и негативную реакцию
По материалам выставки была издана книга с одноимённым названием, включающая в себя предисловие сводного брата Стайхена Карла Сэндберга. Книга была издана в нескольких форматах в 1950-х и переиздана в большем формате к сорокалетию выставки. Было продано более четырёх миллионов копий.

## Последующие показы и современное состояние
После своего первого показа в Музее современного искусства в 1955 году, выставка гастролировала по всему миру в течение восьми лет и была показана в тридцати семи странах на шести континентах. Сделано это было благодаря Международной программе Музея современного искусства в Нью-Йорке (The Museum of Modern Art International Program), основанной в 1952 году для разработки и перевозки международных гастролировавших выставок. С момента основания этой программы, выставки музея имели сотни показов по всему миру. Благодаря этой программе, выставку «Род человеческий» посетило более девяти миллионов человек по всему миру.
После завершения проекта работы, представленные на выставке, были перевезены в коммуну Клерво в Люксембурге, родину Э. Стайхена, где был создан музей выставки, в котором можно посмотреть фотографии и сегодня. В 2003 году коллекция фотографий «Род человеческий» была добавлена в реестр «Память мира» ЮНЕСКО, что явилось признанием её исторической ценности.

## Каталог и переиздания
- Edward Steichen. The Family of Man. New York: The Museum of Modern Art, 1955. — 192 p.
- Steichen E. Sandburg C. The Family Of Man. Reissue edition. New York: The Museum of Modern Art, 2002. — 192 p.
- Steichen E. Sandburg C. The Family of Man: 60th Anniversary Edition. New York, The Museum of Modern Art, 2015. — 192 p.